# Papaïna
La papaïna o papaia proteïnasa 1 (PP1) és una proteasa d’origen vegetal present al làtex de la planta de la papaia (Carica papaya), que s’utilitza àmpliament en la indústria alimentària i de begudes per estovar la carn i solubilitzar agregats proteics, així com en la indústria farmacèutica, biomèdica i cosmètica.
És un dels principals components proteínics del papaier (arbre de la papaia) i de gran importància comercial gràcies a la seva activitat proteolítica en una gran varietat de substrats proteics i al fet de ser activa en condicions molt diverses.

## Origen
Aquest enzim està present en el fruit, fulles i arrels de la planta de la papaia (Carica papaya), concretament en el làtex, un fluid lletós de defensa que genera el propi vegetal de forma natural per combatre plagues d’insectes i fongs.

## Classificació i nomenclatura enzimàtica
El codi enzimàtic de la papaïna és EC 3.4.22.2. Aquesta classificació es regeix segons el següent criteri:
- Tipus de reacció que catalitzen (classe): pertany al grup de les hidrolases (classe 3) ja que catalitza reaccions d'hidròlisi, és a dir, de degradació mitjançant aigua com a reactiu.
- Tipus d’enllaç que hidrolitzen (subclasse): enllaços peptídics (subclasse 4), d’aquí que també se’n faci referència com a hidrolasa peptídica o peptidasa. Aquesta divisió a més es subdivideix en exo- i endoproteases. La papaïna és una endopeptidasa i com a tal, actua sobre les regions internes de les cadenes polipeptídiques, en contraposició a les exopeptidases que ho fan sobre zones terminals.
- Naturalesa del centre actiu (sub-subclasse): el centre actiu conté un residu de cisteïna que aporta un grup sulfhidril lliure necessari per la catàlisi enzimàtica. Per aquest motiu forma part del grup de les cisteïna proteases (sub-subclasse 22), també conegudes com tiol proteases.
- Número de sèrie que se l’atorga a l’enzim: és la xifra distintiva que identifica cada enzim dins del grup, per a la papaïna és el número 2.

## Estructura
La papaïna és un polipèptid no glicosilat d'una sola cadena de 212 aminoàcids que es plega per formar una proteïna globular que conté tres ponts disulfur i està formada per dos subdominis ben diferenciats que es coneixen com L- i R- en referència a la seva posició. El primer (L-) està format majoritàriament per hèlix-α, mentre que el segon (R-) està format per una làmina-β antiparal·lela (que forma el nucli d'aquest subdomini) i dos hèlix-α (situades a la regió superficial en extrems oposats de la làmina-β). Aquesta disposició (L- i R-) possibilita que en la interfície d’aquests subdominis es formi una fenedura en forma de V a la superfície de l’enzim, en la qual els substrats es poden unir (zona activa).
El centre actiu està format per quatre residus: un parell iònic de cisteïna (Cys25) i histidina (His159) i com a suport, un d’asparagina (Asn175) i glutamina (Gln19) per ajudar a estabilitzar l’intermediari enzim–substrat que es forma durant la catàlisi.Els intermediaris de cisteïna i histidina es troben en subdominis oposats (L i R respectivament).
Quant a la seva activitat i especificitat, la papaïna té 7 llocs d’unió al substrat: S1, S2, S3, S4 (localitzades a l’extrem N-terminal del centre catalític) i S1’, S2’, S3’ (localitzades a l’extrem C-terminal del centre catalític). Cadascuna d’aquestes regions superficials és capaç d’associar-se amb un residu d’aminoàcid d’un substrat (P1, P2, P3, P4 i P1’, P2’, P3’) i el seu caràcter específic pels substrats és variable i bastant ampli. Això es deu al fet que la zona on es poden unir els substrats és extensa i hi ha interaccions en molts llocs. De fet, la selectivitat del substrat només està ben definida per a la regió 2 (S2), que té especificitat per substrats que contenen una cadena lateral apolar (hidrofòbica) a la posició P2. Un exemple són la fenilalanina (Phe) i la valina (Val).

## Mecanisme d’acció
Per a que hi hagi activitat catalítica el grup tiol de l’enzim ha de trobar-se en forma reduïda i per això cal un medi reductor i àcid.
El procés catalític s’inicia amb la unió no covalent de l'enzim lliure i el substrat peptídic, que genera un complex intermediari inestable. Aquest es forma mitjançant l’atac nucleofílic del grup tiol (-SH) de la cisteïna al grup carbonil (C=O) de l’enllaç peptídic del substrat i és estabilitzat pel residu de glutamina (Gln19). Això només és possible si els residus de cisteïna i histidina es troben en forma ionitzada com a ió tiolat (S-) i imidazol (ImH+). A continuació es produeix l'acilació  de l'enzim i com a conseqüència es forma i allibera una amina (R’-NH₂). Finalment es produeix una desacilació, en la que el complex acil-enzim reacciona amb una molècula d'aigua per alliberar el grup carboxílic (-COOH) i així regenerar l'enzim lliure. A partir d’aquí es pot iniciar un nou cicle catalític.

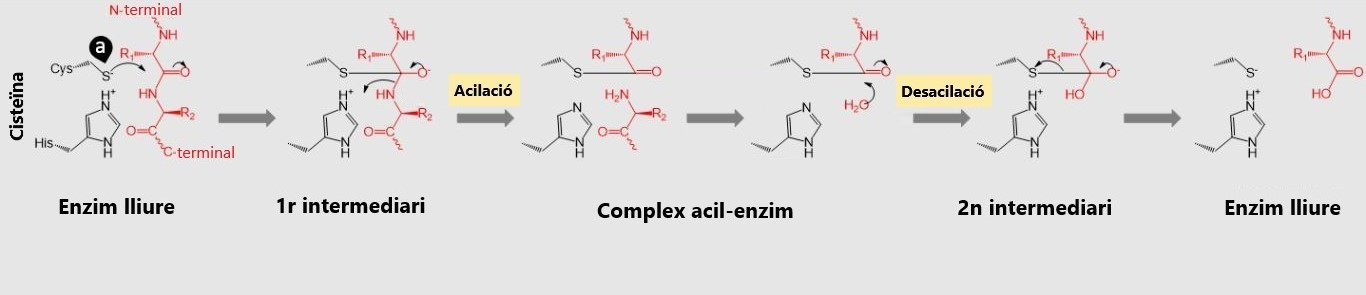
Esquema del mecanisme d'acció de les cisteïna proteases

## Propietats catalítiques
La papaïna té un pes molecular de 23,4 kDa i un punt isoelèctric (pI) de 8,75 pel que es considera una proteïna relativament bàsica.
Presenta activitat i estabilitat en un ampli rang de condicions: de pH 5 a 8, sent l’òptim entre 6 – 6,5 i fins a una temperatura de 80 °C, sent l'òptima de 60 °C. Aquesta resistència tèrmica és deguda a la presència dels tres ponts disulfur intracatenaris que estabilitzen l’estructura.
En relació al pH, a valors a prop de la neutralitat mostra una estabilitat tèrmica inusualment alta. En canvi, a pH àcid (< 4) i temperatures elevades, s'inactiva ràpida i irreversiblement.
Quant a solubilitat, és escassament soluble en aigua o a baixes concentracions iòniques, perquè en la seva estructura els residus hidròfobs són més abundants que els hidròfils (encara que la majoria es troben a l'interior de la proteïna).